# Thomas L’Archer
Thomas L’Archer (auch Larcher oder Archer) († 1329) war ein englischer Mönch, der von 1321 bis 1329 den Posten des englischen Großpriors (Grand Prior) des Ritter- und Hospitalorden vom Heiligen Johannes von Jerusalem bekleidete. Er vergrößerte zwar rasch die Besitzungen des Ordens, hinterließ ihn aber mit ruinierten Finanzen.
Er wurde in dem Dorf Tanworth in Arden in Warwickshire als der jüngere Sohn von John L’Archer und Margery Barniville geboren. Der Familie seines Vaters gehörte das örtliche Manor of Umberslade welches 600 Jahre in Familienbesitz der Archers blieb. (Es wurde zu Ende des 17. Jahrhunderts abgerissen und als Umberslade Hall neu erbaut und ist heute unterteilt in 12 Eigentumswohnungen). Zwei seiner Brüder traten ebenfalls in die Kirche ein. Sein Großneffe John L’Archers war in den 1340er Jahren Lordkanzler von Irland.
Im Jahr 1321 wurde Archer Prior des englischen Hauses der Malteser. Er erwies sich als äußerst unglückliche Wahl. Obwohl er in seinen ersten Jahren umtriebig arbeitete, um den Besitz des Ordens zu erweitern, scheint er in seinen letzten Jahren durch eine Kombination aus Alter und finanzieller Inkompetenz das englische Haus in den Bankrott gewirtschaftet zu haben. In Archers Wirkungszeit konnte das Priorat Englands in 33 ehemalige Besitzungen des 1312 aufgelösten Templerordens erwerben, mehr als seine Vorgänger. Zu diesem Zweck sicherte er sich 1324 die Verabschiedung eines Parlamentsgesetzes (Act of Parliament). Die Verabschiedung des Statuts erforderte die Zahlung zahlreicher Bestechungsgelder, was teilweise die spätere Finanzkrise des Ordens erklären könnte. Der wertvollste Besitz des Ordens war der Inner Temple in London, den L’Archer kurz nach Erwerb an den Günstling des englischen Königs Eduard II., Hugh le Despenser (the younger) übergab, ohne Zweifel auf Wunsch des Königs.
Der Großmeister des Malteserordens Hélion de Villeneuve führte eine Untersuchung des wirtschaftlichen Zustandes des englischen Hauses ein, an dessen Abschluss die Empfehlung stand L’Archer aus Altersgründen ausscheiden zu lassen. Archer starb bald darauf am 28. August 1329.